# Klaus von Beyme
Klaus Gustav Heinrich von Beyme (Saarau, 3 de julio de 1934 - Heidelberg, 5 de diciembre de 2021) fue un politólogo alemán. Fue profesor en el Instituto de Ciencias Políticas de la Universidad de Heidelberg (1974-1999), y posteriormente profesor emérito de dicha universidad.

## Biografía
Después de graduarse en Celle (1954), estudió ciencias políticas, historia, historia del arte y sociología en Heidelberg, Bonn, Múnich, París y Moscú (1956-1961). La elección inusual de un lugar de estudio como Moscú (1959-60) surgió de los intereses y la historia personal de Beyme. Aprendió ruso en la universidad popular y se dedicó con éxito al intercambio (para estudiantes). Beyme fue Research Fellow en el Russian Research Center de la Universidad de Harvard y asistente de Carl Joachim Friedrich (1961-1962)
Fue nombrado profesor titular de la Universidad Eberhard Karls de Tübingen (1967-1973), también fue durante un breve período el rector de esta universidad (1971). En 1972 fue convocado para un puesto en la Universidad Johann Wolfgang Goethe de Fráncfort del Meno. Fue presidente de la Asociación Alemana de Ciencias Políticas (1973-1975).
Fue profesor titular en la Universidad de Heidelberg (1974-1999) y dirigió el Instituto de Estudios Políticos allí. Fue presidente de la Asociación Internacional de Ciencias Políticas (1982-1985); miembro del Consejo de Investigación del Instituto Universitario Europeo de Florencia (1983-1990), profesor invitado en el Instituto de Estudios Políticos de París (1985); profesor invitado en la Universidad de Stanford, California (1979); miembro de la Academia Europaea (desde 1987) y profesor invitado en la Universidad de Melbourne (1989). Fue miembro del consejo de la “Comisión de Investigación sobre el Cambio Social y Político en los Nuevos Länder” (1990-1993). Desde 1999 hasta su muerte Beyme fue profesor emérito.

## Premios y distinciones
Obtuvo múltiples reconocimientos por sus actividades científicas, entre otros:
- miembro honorario de la Universidad de Berlín (1995)
- medalla de las universidades de la Universidad de Heidelberg (1998)
- Doctorado honoris causa de la Universidad de Berna (2001)
- Profesor Honorario de la Universidad Estatal de Moscú por su "importante contribución al desarrollo de la ciencia política en Europa y en todo el mundo", pero también por su fuerte actividad de muchos años como profesor de ciencia política en varias universidades alrededor del mundo (2 de septiembre de 2010).

Un estudio de 1998 reveló que von Beyme es el único alemán que ocupa el puesto 10 entre los diez primeros politólogos más importantes del mundo. La extraordinaria importancia de Beyme para la especialidad también se caracteriza a nivel alemán. El 41 por ciento de los científicos encuestados lo citó como el representante más importante de la ciencia política en Alemania.
En otros muchísimos temas se ha ocupado de la extrema derecha europea tras el final de la Segunda Guerra Mundial.

## Obras traducidas al castellano
- Teorías políticas contemporáneas: una introducción. Instituto de Estudios Políticos, 1977
- Los partidos políticos en las democracias occidentales. siglo XXI, 1986
- Teoría política del siglo XX: de la modernidad a la posmodernidad. Alianza Editorial, 1994
- La clase política en el Estado de partidos. Alianza Editorial, 1995